# Bolitoglossa ramosi
Bolitoglossa ramosi – endemiczny dla lasów andyjskich gatunek płaza ogoniastego.  

## Opis dokładny
Gatunek został opisany przez dwóch badaczy Brame oraz Wake w 1972 roku, ich średni rozmiar to 4 cm w przypadku samców, 4,5 samic. Umiarkowanie długie kończyny, duża głowa, ścięty pysk u samców i wydłużony u samic, średni ogon, 46-47 zębów szczękowych, jaskrawo-czerwone ubarwienie grzbietowe z czarnymi obszarami na plecach, głowie i ogonie.